# Йоанна Жубр
Йоанна Жубр (Joanna Żubr; 24 травня 1772 або 1782 — 9 липня 1852) — польська жінка-військовик, сержант армії герцогства Варшавського, учасниця наполеонівських воєн. Перша жінка, нагороджена хрестом Віртуті Мілітарі, та перша жінка — сержант польської армії.

## Біографія
Народилася 24 травня 1772 року (за іншими даними — 1782) в Бердичеві. У 1808 році, після створення Варшавського герцогства, разом зі своїм чоловіком, Мацеєм Жубром, переїхала до Варшави. Вступила до армії, служила у 2-му піхотному полку навідником, приховуючи свою стать від колег та командування.
Брала участь у галицькому поході проти Австрії. Під час бою за Замостя, 19 травня 1809 року, провела групу солдатів через таємні двері біля Львівських воріт і штурмувала стіни, захопивши гармату. За це її вирішено нагородити орденом Virtuti Militari, але через стать наказ про нагородження скасували. Натомість їй була запропонована фінансова винагорода, від якої Жубр відмовилася.
Після цієї кампанії вона вступила до 17-го піхотного полку дивізії Домбровського. Її чоловік був курсантом цього ж підрозділу. Вона стала першою жінкою в польській армії, яка отримала звання сержанта. Підрозділ брав участь у російській кампанії 1812 року.
У 1812 році, за заслуги під час битви під Биховою на Дністрі, була нагороджена срібним хрестом 5 класу ордену Virtuti Militari, хоча, згідно зі статутом, мала право на золотий хрест 4 класу. Йоанна Жубр була однією з перших жінок у світі, яка отримала медаль за героїзм у бою, і перша полячка, яка отримала цю найвищу бойову нагороду.
Під час відступу Наполеона з Москви відстала від свого підрозділу, але встигла втекти з Росії самостійно. Влітку 1813 року, після того, як Юзеф Понятовський втратив Краків, приєдналася до польських військ у Саксонії, де прослужила до закінчення війни. Загалом взяла участь у сімнадцяти битвах.
Разом з чоловіком повернулись до Польщі та оселились у Велюні. У 1828 р. написала мемуари під назвою: "Щоденник життя Йоанни Жубр, звільненої у званні підпоручника польських військ та нагородженої хрестом «pro virtute militari». Померла у 1852 році, у віці близько 70 років (або 80 — згідно з інформацією на надгробку), під час епідемії холери.